# Michael Haneke
Michael Haneke, avstrijski filmski, gledališki ter operni režiser, scenarist in akademik, * 23. marec 1942, München, Nemčija.

## Življenjepis
Haneke je bil rojen 23. marca 1942 v Münchnu, živi in dela na Dunaju, kjer je tudi predstojnik oddelka za filmsko režijo na filmski akademiji. Vendar od filma Code inconnu naprej večino svojih projektov realizira z zajetno podporo francoskih filmskih skladov.
Študiral je na dunajski univerzi filozofijo, psihologijo in teatrologijo. Toda študija ni zaključil in se je kmalu profiliral kot dramaturg in režiser televizijskih filmov.
S svojimi filmi Haneke ne želi zabavati ljudi, temveč hoče v svojih gledalcih prebuditi razmislek o perečih temah. Tako so njegovi filmi polni nasilja in se ukvarjajo z družbenimi konflikti in tabuji.

## Filmi

### TV produkcije
- ...und was kommt danach? (After Liverpool) (1973)
- Sperrmüll (1976)
- Drei Wege zum See (1976)
- Lemminge (1979)
- Variation (1983)
- Wer war Edgar Allan? (1984)
- Fräulein (1985)
- Nachruf für einen Mörder (1991)
- Die Rebellion (1992)
- Grad (1997) - po romanu F. Kafke

### Kino produkcija
Trilogija o poledenitvi čustev:
- Sedmi kontinent (1989)
- Bennyjev video (1992)
- 71 Fragmentov kronologije naključja (1994)
- Smešne igre (1997) - prvi večji uspeh
- Neznana koda (2000)
- Učiteljica klavirja (2001) - dobitnik velike nagrade žirije na filmskem festivalu v Cannesu)
- Le temp de loup (2003)
- Skrito (2005)
- Ljubezen (2012)

- nagrada FIPRESCI (mednarodna žirija filmskih kritikov), nagrada ekumenske žirije in nagrada za najboljšega režiserja na filmskem festivalu v Cannesu)
- 5 evropskih filmskih nagrad leta 2005 (film, režiser, glavni moški igralec, montaža, FIPRESCI)